# Connangles
Connangles – miejscowość i gmina we Francji, w regionie Owernia-Rodan-Alpy, w departamencie Górna Loara.
Według danych na rok 1990 gminę zamieszkiwały 154 osoby, a gęstość zaludnienia wynosiła 7 osób/km² (wśród 1310 gmin Owernii Connangles plasuje się na 693. miejscu pod względem liczby ludności, natomiast pod względem powierzchni na miejscu 389.).